# Mitchell County (Georgia)
Das Mitchell County ist ein County im Bundesstaat Georgia der Vereinigten Staaten. Der Verwaltungssitz (County Seat) ist Camilla, benannt nach der Tochter von General David Mitchell.

## Geographie
Das County liegt im Südwesten von Georgia, ist im Westen etwa 65 km von Alabama und im Süden etwa 40 km von Floridas Nordgrenze entfernt. Es  hat eine Fläche von 1331 Quadratkilometern, wovon fünf Quadratkilometer Wasseroberfläche sind, und grenzt im Uhrzeigersinn an folgende Countys: Worth County, Colquitt County, Thomas County, Grady County, Decatur County, Baker County und Dougherty County.

## Geschichte
Mitchell County wurde am 21. Dezember 1857 aus Teilen des Baker County gebildet. Benannt wurde es nach David Brydie Mitchell, einem Gouverneur, Senatspräsidenten und Kommandeur der Georgia-Truppen nach dem Revolutionskrieg.

## Demografische Daten
Laut der Volkszählung von 2010 verteilten sich die damaligen 23.498 Einwohner auf 8.055 bewohnte Haushalte, was einen Schnitt von 2,65 Personen pro Haushalt ergibt. Insgesamt bestehen 8.996 Haushalte.
71,5 % der Haushalte waren Familienhaushalte (bestehend aus verheirateten Paaren mit oder ohne Nachkommen bzw. einem Elternteil mit Nachkomme) mit einer durchschnittlichen Größe von 3,15 Personen. In 37,0 % aller Haushalte lebten Kinder unter 18 Jahren sowie in 27,8 % aller Haushalte Personen mit mindestens 65 Jahren.
27,7 % der Bevölkerung waren jünger als 20 Jahre, 26,4 % waren 20 bis 39 Jahre alt, 27,5 % waren 40 bis 59 Jahre alt und 18,5 % waren mindestens 60 Jahre alt. Das mittlere Alter betrug 37 Jahre. 51,9 % der Bevölkerung waren männlich und 48,1 % weiblich.
47,9 % der Bevölkerung bezeichneten sich als Weiße, 47,7 % als Afroamerikaner, 0,3 % als Indianer und 0,5 % als Asian Americans. 2,4 % gaben die Angehörigkeit zu einer anderen Ethnie und 1,0 % zu mehreren Ethnien an. 4,4 % der Bevölkerung bestand aus Hispanics oder Latinos.
Das durchschnittliche Jahreseinkommen pro Haushalt lag bei 31.111 USD, dabei lebten 29,9 % der Bevölkerung unter der Armutsgrenze.

## Kultur und Sehenswürdigkeiten

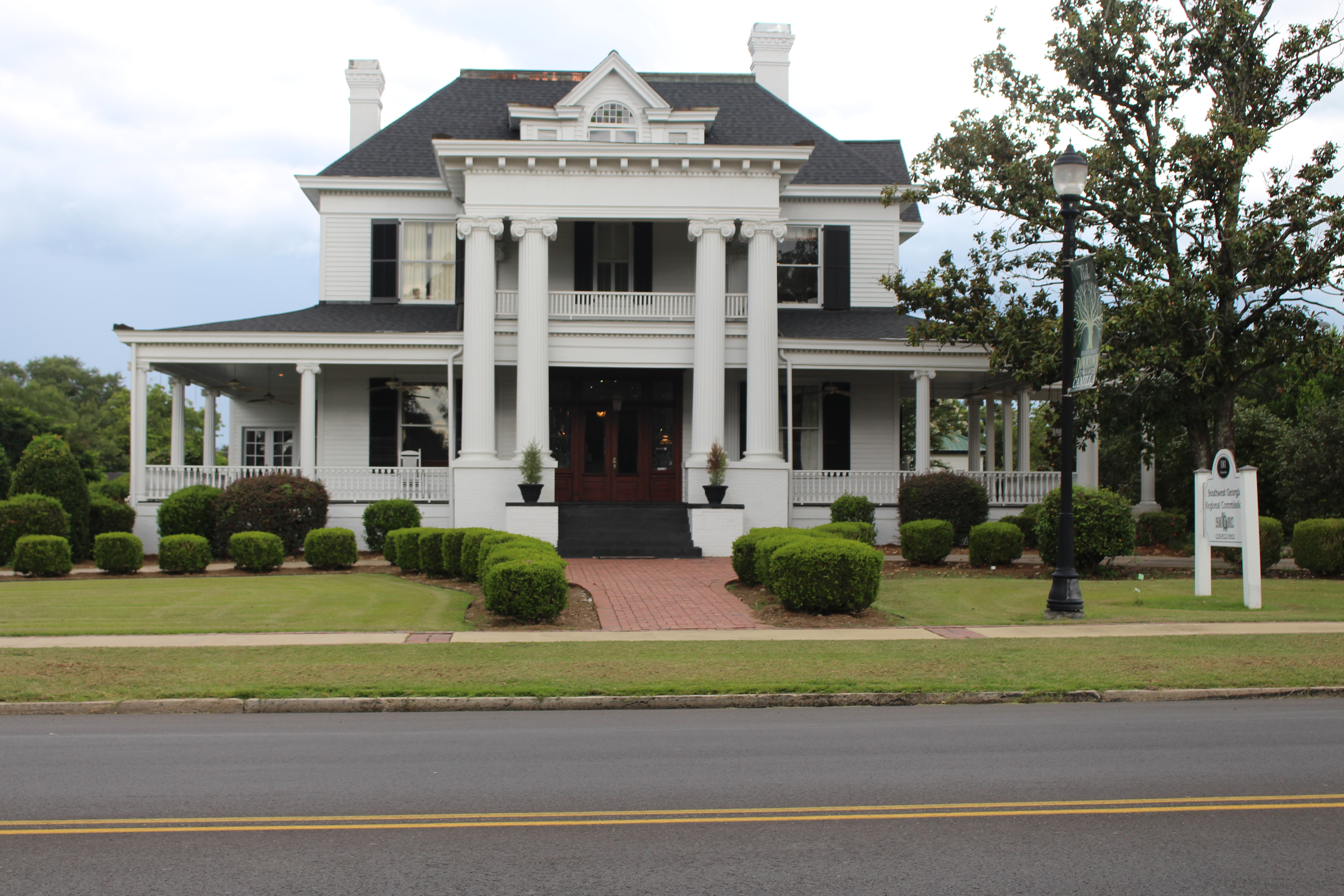
James Price McRee House in Camilla (2017). Das Anwesen entstand 1907 im Stile des Neoklassizismus als Morgengabe von James Price McRee an seine Braut. Ausführender Architekt war Thomas Firth Lockwood, auf den viele Baudenkmäler in Georgia zurückgehen. Im Dezember 1979 wurde das James Price McRee House als erstes Objekt des County in das NRHP eingetragen.

Zehn Bauwerke, Stätten und „historische Bezirke“ (Historic Districts) im Mitchell County sind im National Register of Historic Places („Nationales Verzeichnis historischer Orte“; NRHP) eingetragen (Stand 28. Februar 2024), darunter das historische Geschäftsviertel von Camilla, eine Kirche mit Friedhof und ein ehemaliges Geburtshilfeheim für afroamerikanische Mütter.

## Orte im Mitchell County
Orte im Mitchell County mit Einwohnerzahlen der Volkszählung von 2010:
Cities:
- Baconton – 915 Einwohner
- Camilla (County Seat) – 5360 Einwohner
- Meigs – 1035 Einwohner
- Pelham – 3898 Einwohner

Town:
- Sale City – 380 Einwohner